# Bùi Thị Thu Thảo
Bùi Thị Thu Thảo (sinh ngày 29 tháng 4 năm 1992 tại Hà Tây) là một vận động viên nhảy xa Việt Nam. Thành tích đáng chú ý nhất của cô là đạt huy chương vàng tại Giải vô địch điền kinh Châu Á 2017 và Đại hội Thể thao châu Á 2018 và huy chương bạc tại Đại hội Thể thao châu Á 2014.
Thành tích tốt nhất của cô đạt được là 6,68 mét đạt được tại Đại hội Thể thao Đông Nam Á diễn ra tại Kuala Lumpur 2017, hiện tại chính là kỷ lục quốc gia.

## Sự nghiệp quốc tế
| Năm  | Giải đấu                                      | Địa điểm               | Vị trí | Môn thi đấu      | Ghi chú  |
| ---- | --------------------------------------------- | ---------------------- | ------ | ---------------- | -------- |
| 2010 | Giải vô địch điền kinh trẻ châu Á             | Hà Nội, Việt Nam       | 3      | Bảy môn phối hợp | 4170 pts |
| 2011 | Đại hội Thể thao Đông Nam Á                   | Palembang, Indonesia   | 5      | Nhảy xa          | 6,11 m   |
| 2013 | Đại hội Thể thao Đông Nam Á                   | Naypyidaw, Myanmar     | 3      | Nhảy xa          | 6,14 m   |
| 2014 | Đại hội Thể thao châu Á                       | Incheon, Hàn Quốc      | 2      | Nhảy xa          | 6,44 m   |
| 2014 | Đại hội Thể thao Bãi biển châu Á              | Đà Nẵng, Việt Nam      | 2      | Nhảy xa          | 5,35 m   |
| 2015 | Đại hội Thể thao Đông Nam Á                   | Singapore              | 2      | Nhảy xa          | 6,65 m   |
| 2016 | Giải vô địch điền kinh trong nhà              | Doha, Qatar            | 2      | Nhảy xa          | 6,30 m   |
| 2016 | Đại hội Thể thao Bãi biển châu Á              | Đà Nẵng, Việt Nam      | 1      | Nhảy xa          | 6,32 m   |
| 2017 | Giải vô địch điền kinh châu Á                 | Bhubaneswar, Ấn Độ     | 1      | Nhảy xa          | 6,54 m   |
| 2017 | Đại hội Thể thao Đông Nam Á                   | Kuala Lumpur, Malaysia | 1      | Nhảy xa          | 6,68 m   |
| 2017 | Đại hội Thể thao Trong nhà và Võ thuật châu Á | Ashgabat, Turkmenistan | 2      | Nhảy xa          | 6,36 m   |
| 2018 | Giải vô địch điền kinh trong nhà châu Á       | Tehran, Iran           | 1      | Nhảy xa          | 6,20 m   |
| 2018 | Giải vô địch điền kinh trong nhà châu Á       | Tehran, Iran           | 3      | Nhảy ba bước     | 13,22 m  |
| 2018 | Đại hội Thể thao châu Á                       | Jakarta, Indonesia     | 1      | Nhảy xa          | 6,55 m   |

## Vinh danh[cần dẫn nguồn]
• Giải thưởng Cúp chiến thắng năm 2017 danh hiệu: “Nữ vận động viên của năm”.
• Cú đúp Giải thưởng Cúp chiến thắng năm 2018: Danh hiệu “Nữ vận động viên của năm” và danh hiệu: “Vận động viên được yêu thích nhất của năm”.
• Hội đồng Họ Bùi Việt Nam tặng bằng "Vinh danh Người con họ bùi ưu tú" tại Văn Miếu Quốc Tử Giám, trong Lễ Vinh danh khen thưởng Khuyến học, khuyến tài CĐHBVN năm 2018.
- Bùi Thị Thu Thảo (và Đoàn Văn Hậu) là 2 vận động viên vinh dự tham dự trong Đoàn đại biểu Bộ VHTTDL tại Đại hội thi đua yêu nước toàn quốc lần thứ X (năm 2020)